# Encantats
Les Encantats sont une montagne des Pyrénées catalanes espagnoles. Située au sud du val d'Aran, elle est protégée par le parc national d'Aigüestortes et lac Saint-Maurice.

## Toponymie
Encantats (nom pluriel) signifie « enchantés » en catalan. Ils doivent leur nom à deux pics rocheux jumeaux (le Petit Encantat, 2 734 ou 2 736 m et le Grand Encantat, 2 749 m) séparés par une brèche. La légende raconte que ce sont deux chasseurs, partis chasser au lieu d'aller à une messe dédiée à saint Maurice, pétrifiés par une malédiction divine.

### Topographie

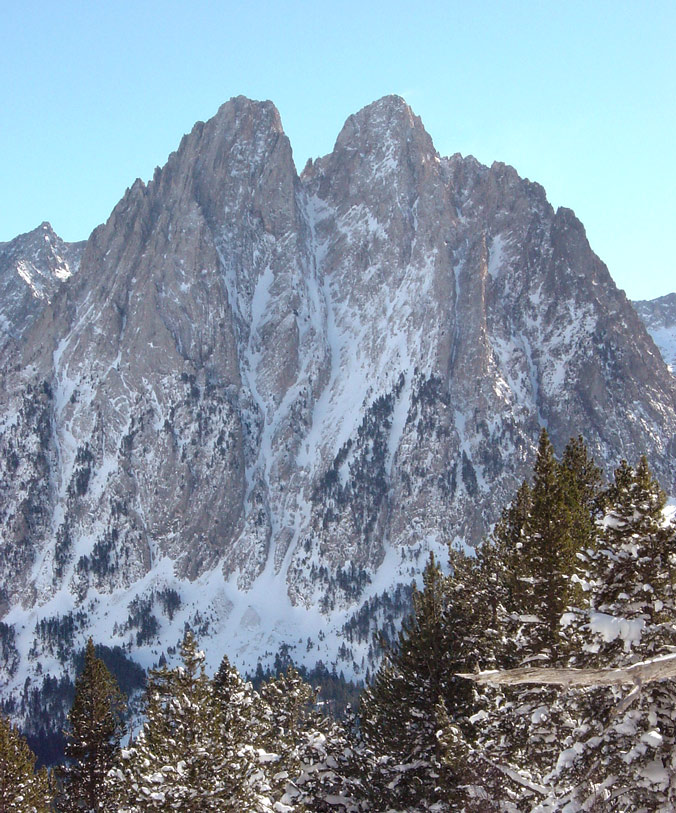
Pics des Encantats vus du sentier d'Amitges.

## Histoire
La première ascension du Grand Encantat date de 1901 et est l'œuvre de Ludovic Fontan de Négrin, Isidro Romeu, Raphaël Augusto, Bernard Sales et Bartolomé Ciffré. Le Petit Encantat est conquis l'année suivante par Henri Brulle, René d'Astorg et Germain Castagné. Le couloir central est gravi en 1935 par Luis Estasen, Alberto Oliveras et José Rovira. La même année, la face nord-ouest est escaladée par Carlos Balaguer, José Boix et José Costa ; cet itinéraire est répété en 1936 par Emilio Comici.

## Randonnées
Le point d'accès le plus commode, en automobile, est de suivre la route C-28, que ce soit en provenance du nord (par Vielha) ou du sud (par Sort), puis de la quitter pour passer par Espot. La route poursuit jusqu'aux abords du lac Saint-Maurice, aux pieds des Encantats, mais la dernière portion n'est accessible qu'en véhicule tout-terrain payant.
Le parc national est parsemé de neuf refuges, qui permettent d'accéder à pied aux Encantats. Un sentier joignant tous ces refuges et passant notamment au pied des Encantats s'appelle Carros de Foc (chariots de feu).